# عكاشة تويتة
عكاشة تويتة ممثل ومخرج وكاتب سيناريو جزائري، من مواليد 1 يونيو 1943 في مستغانم بالجزائر.
بعد حصوله على تكوين في معهد التدريب السينمائي، أصبح مخرجًا وممثلًا مساعدًا. ساهم في عدة أعمال إخراجا وكتابة وتمثيلا.
فاز فيلمه الطويل الأول (المضحى بهم) بجائزة جورج سادول عام 1982.

## أعماله
سيناريو وإخراج
- 2014: عملية مايو (بمناسبة الذكرى الخمسين لاستقلال الجزائر) [3][4]
- 2007: موريتوري [5][6]
- 1999: في النار أمس واليوم
- 1990: صرخة الرجال
- 1986: Le Rescapé
- 1982: المضحى بهم (حاز على جائزة جورج سادول سنة 1982، وتنويه خاص من لجنة التحكيم، وجائزة الجمهور في أيام أورليان السينمائية 82 - مهرجان البندقية السينمائي 1982) [7][8]
- 1980: شارع تارتارين (فاز في مهرجان ليل 81)
- 1976: الدرجة العادية

تمثيل
- حراقة للمخرج مرزاق علواش
- رحلة سليم للمخرج ريجينا مارتيال
- نفط ! نفط ! للمخرج كريستيان جيون
- حوار المنفيين للمخرج راؤول رويز
- يوث أيدول بواسطة إيفان لاغرانج
- السفراء للمخرج الناصر القطاري

## روابط خارجية
- عكاشة تويتة على موقع IMDb (الإنجليزية)
- عكاشة تويتة على موقع قاعدة بيانات الفيلم (الإنجليزية)